# Thorald Petersen Høyen
Thorald Petersen Høyen (1. november 1885 i København - 20 juni 1906, Roskilde Fjord), var en dansk smed og fodboldspiller fra B.93, hvor han spillede 32 kampe og scorede 38 mål i perioden 1901-1906. 
Thorald Petersen Høyen, der spillede højre innerwing, debuterede på B.93s førstehold som 16 årig. Han var med på holdet, da der for første gang spilledes mod engelske professionelle i Danmark i en kamp mod Southampton F.C. 29. april 1903, som B.93 tabte 0-4.
Thorald Petersen Høyen døde bare 20 år gammel i en drukningsulykke under en sejlads på Roskilde Fjord som også kostede livet for OL-sprinteren i Ernst Schultz (født 1879).
Han havde kort før sin død skiftet efternavn til Høyen.